# Haimon
Haimon var i grekisk mytologi son till kung Kreon i Thebe och trolovad med Oidipus' dotter Antigone.